# 314 av. J.-C.
Cette page concerne l'année 314 av. J.-C. du calendrier julien proleptique.

## Événements
- 16 février (23 mars du calendrier romain) : début à Rome du consulat de Marcus Pœtelius Libo et Caius Sulpicius Longus III[1]. 
  - Prise de Sora par les Romains et campagne contre les Aurunces. Reprise de la guerre entre Rome et les Samnites. Les Samnites passent à l’offensive vers le Latium et l’Apulie. Vainqueur à Lautulae (315), ils poussent jusqu’à Terracine qu’ils assiègent. Capoue et la Campanie font défection. En Apulie, les Samnites enlèvent Lucéries. Rome réagit victorieusement : une armée, victorieuse à Caudium, fait lever le siège de Terracine, reconquiert la Campanie et rejette les Samnites dans leur pays ; une autre reprend Lucéries et rétablit la domination romaine en Apulie. Bovianum, dans le Samnium, est assiégée par les Romains[2].
  - L’armée romaine se réorganise : elle emprunte à l’adversaire le pilum et le bouclier long. Le manipule, unité plus souple que la phalange d’hoplites, apparaît au IVe siècle av. J.-C., ainsi que le camp romain (castra), véritable reconstruction de l’Urbs en campagne[3].

- Été : 
  - Prise de Tyr par Antigone le Borgne[4].
  - Après la prise de Tyr, Antigone envoie une flotte de cinquante navires en Grèce sous le commandement de son neveu Télesphoros avec mission de libérer les villes tenues par Cassandre ; il chasse les troupes d'Alexandros, fils de Polyperchon, de toutes les villes du Péloponnèse à l'exception de Sicyone et de Corinthe, occupées par Polyperchon en personne[5].
- Hiver : apprenant le ralliement du satrape de Carie Asandros à ses ennemis, Antigone entre en Asie mineure par la Cilicie et hiverne à Celaenae, en Phrygie[4].

- Cassandre reprend Leucade, Apollonie et Épidamme au roi d'Illyrie Glaucias[6].
- Délos est libérée de la tutelle d’Athènes. Elle se donne une constitution démocratique. Elle est indépendante jusqu’en 166 av. J.-C. mais soumise de fait à l’hégémonie des Antigonides puis des Lagides (288 av. J.-C.) qui en font le centre de la confédération des Nésiotes[7].
- Début du règne de Zhou Nanwang, dernier roi des Zhou Orientaux en Chine (fin en 256 av. J.-C.)[8].

## Décès en 314 av. J.-C.
- Eschine, orateur athénien, adversaire de Démosthène, à Rhodes.

- Xénocrate, philosophe académicien, disciple de Platon (né à Chalcédoine vers -400).